# Kup Krešimira Ćosića 2021./22.
Kup Krešimira Ćosića za 2021./22. je trideset i prvo izdanje ovog natjecanja za hrvatske košarkaške klubove. Natjecanje je osmi put ukupno osvojila "Cibona" iz Zagreba.

## Sustav natjecanja
U natjecanju sudjeluje 16 klubova koji igraju jednostrukim kup-sustavom. Prvi put nakon sezone 2015./16. je završnica igrana kao "Final four" turnir, a domaćin je bila Rijeka.

## Sudionici
| | |
| - HT Premijer liga - Adria Oil Škrljevo, Škrljevo, Bakar - Alkar, Sinj - Cedevita Junior, Zagreb - Cibona, Zagreb - Furnir, Zagreb - Gorica, Velika Gorica - Sonik Puntamika, Zadar - Split, Split - Šibenka, Šibenik - Vrijednosnice Osijek, Osijek - Zabok, Zabok - Zadar, Zadar | - preko regionalnih kupova - Belišće, Belišće - Dinamo, Zagreb - Pula 1981, Pula - Ribola Kaštela, Kaštel Sućurac, Kaštela |

## Rezultati

### Osmina završnice
Referetni datum odigravanja utakmica je bio 25. studenog 2021. godine, ali su igrane i u drugim terminima.

| par | datum              | mjesto, dvorana                         | klubovi                                              | rez.   | napomene, izvještaj |
| --- | ------------------ | --------------------------------------- | ---------------------------------------------------- | ------ | ------------------- |
| 1.  | 24. studenog 2021. | Zabok, GSD "Zabok"                      | Zabok – Alkar Sinj                                   | 80:70  |                     |
| 2.  | 23. prosinca 2021. | Velika Gorica, Gradska sportska dvorana | Gorica (Velika Gorica) – Šibenka Šibenik             | 93:88  |                     |
| 3.  | 22. prosinca 2021. | Kaštel Sućurac, SD "Sokolana"           | Ribola Kaštela (Kaštel Sućurac) – Adria Oil Škrljevo | 79:70  |                     |
| 4.  | 1. veljače 2022.   | Split, Mala dvorana KK "Split"          | Split – Sonik Puntamika Zadar                        | 87:72  |                     |
| 5.  | 12. siječnja 2022. | Zagreb, Dom košarke "Cedevita"          | Cedevita Junior Zagreb – Vrijednosnice Osijek        | 99:82  |                     |
| 6.  | 21. prosinca 2021. | Zagreb, KC "Dražen Petrović             | Dinamo Zagreb – Cibona Zagreb                        | 68:88  |                     |
| 7.  | 24. siječnja 2022. | Pula, Dom sportova "Mate Parlov"        | Pula 1981 – Zadar                                    | 60:96  |                     |
| 8.  | 24. studenog 2021. | Belišće, ŠD OŠ "Ivana Kukuljevića"      | Belišće – Furnir Zagreb                              | 65:100 |                     |

### Četvrtzavršnica
Ždrijeb parova četvrtzavršnice je bio 21. siječnja 2022.
| par | datum              | mjesto, dvorana                 | klubovi                                                  | rez.   | napomene, izvještaj |
| --- | ------------------ | ------------------------------- | -------------------------------------------------------- | ------ | ------------------- |
| 1.  | 26. siječnja 2022. | Zagreb, KC "Dražen Petrović     | Cibona Zagreb – Furnir Zagreb                            | 124:60 |                     |
| 2.  | 2. veljače 2022.   | Kaštel Sućurac, SD "Sokolana"   | Ribola Kaštela (Kaštel Sućurac) – Cedevita Junior Zagreb | 77:89  |                     |
| 3.  | 9. veljače 2022.   | Zadar, Dvorana "Krešimir Ćosić" | Zadar – Zabok                                            | 89:64  |                     |
| 4.  | 16. veljače 2022.  | Split, Mala dvorana KK "Split"  | Split – Gorica (Velika Gorica)                           | 84:73  |                     |

### Završni turnir
Završni turnir u "Final four" formatu je igran od 18. i 19. veljače 2022. u Rijeci u dvorani "Zamet".

| par           | klub1                  | rez.          | klub 2                 | napomene, izvještaj |
| poluzavršnica | poluzavršnica          | poluzavršnica | poluzavršnica          | poluzavršnica       |
| ------------- | ---------------------- | ------------- | ---------------------- | ------------------- |
|               | Cibona Zagreb          | 77:72         | Zadar                  |                     |
|               | Cedevita Junior Zagreb | 86:82         | Split                  |                     |
| za pobjednika |                        |               |                        |                     |
|               | Cibona Zagreb          | 67:65         | Cedevita Junior Zagreb |                     |

## Vanjske poveznice
- hks-cbf.hr, natjecanja, Kup Krešimir Ćosić
- sportnet.rtl.hr, Kup "Krešimir Ćosić"  Arhivirana inačica izvorne stranice od 3. ožujka 2021. (Wayback Machine)